# 八大部
八大部原指满洲国国务院下辖的八个部级行政机构，它们分别是治安部（军事部）、司法部、经济部、交通部、兴农部、文教部、外交部和民生部。满洲国政府根据《大新京都市计划》，其统治机构的办公建筑大部分安排在新京市顺天大街（现中国吉林省长春市朝阳区新民大街）及其附近一带，形成一条沿着长1500米、宽60米（中央有街心带状花园）的林荫大道两侧布局办公建筑的“官厅街”。这里北端为满洲国新宫廷（溥仪的新帝宫）的建设用地，向南沿街两侧为满洲国国务院及政府各部的办公楼，南端安民广场（今长春市新民广场）旁设有综合法衙办公楼。这一大型办公建筑群建于上世纪三十年代，其间各建筑均采用中、日传统的屋顶样式，颇具东方特色，时称为“满洲式建筑”。它们用地宽敞，环境典雅幽静，造型宏伟，各具特色，掩映在大片的绿树之中，构成满洲国“国都建设”花园城市风貌的代表性街区。这一片长条状风景区被当地人俗称为“八大部”，现已列为国家重点风景名胜区。
位于中轴线北端的新宫廷，1938年9月动工，太平洋战争爆发后，由于财力紧张而停工，到1945年只完成新宫廷首要宫殿的地下部分，1953年在此基础上修建了建筑面积3万平方米的宫殿式建筑，用作长春地质学院的教学楼（今吉林大学朝阳校区长春地质宫），现设有地质博物馆。地质宫前方原规划为占地18万平方米的宫廷广场，名曰顺天广场，1996年改造为绿草如茵的长春文化广场。
“八大部”历史建筑及其所在街区至今基本保存完好。2012年6月，新民大街入选为中国历史文化名街；2013年3月，满洲国国务院、军事部、司法部、经济部、交通部、外交部、民生部和综合法衙旧址被定为全国重点文物保护单位。
| 图像 | 现状 | 原名                 | 现地址                                   | 建成时间 | 设计者                | 目前使用单位                                   |
| ---- | ---- | -------------------- | ---------------------------------------- | -------- | --------------------- | ---------------------------------------------- |
|      |      | 满洲国国务院         | 新民大街126号                            | 1936年   | 日本石井达郎          | 吉林大学医学基础楼                             |
|      |      | 满洲国治安部         | 新民大街71号                             | 1938年   | 满洲国营缮需品局      | 1970年顶部加层改造，吉林大学第一医院           |
|      |      | 满洲国司法部         | 新民大街828号                            | 1936年   | 日本相贺兼介          | 吉林大学医学部                                 |
|      |      | 满洲国经济部         | 新民大街829号                            | 1939年   | 满洲国营缮需品局      | 吉林大学中日联谊医院二部                       |
|      |      | 满洲国交通部         | 新民大街1163号                           | 1937年   | 满洲国营缮需品局      | 吉林大学公共卫生防疫学院                       |
|      |      | 满洲国外交部         | 建设街1122号                             | 1934年   | 法國布罗萨德-茅平公司 | 太阳会馆                                       |
|      |      | 满洲国民生部         | 人民大街3623号                           | 1936年前 | 满洲国总务厅需用处    | 吉林省石油化工设计研究院                       |
|      |      | 满洲国兴农部         | 自由大路506号                            |          |                       | 1998年拆除，原址新建东北师范大学附属中学教学楼 |
|      |      | 满洲国文教部         | 自由大路696号                            |          |                       | 2003年拆除，原址新建东北师范大学附属小学教学楼 |
|      |      | 满洲国综合法衙       | 自由大路108号                            | 1938年   | 日本牧野正巳          | 空军长春461医院                                |
|      |      | 满洲国新帝宫营造用地 | 东民主大街、西民主大街、解放大路围合区域 |          |                       | 文化广场、吉林大学朝阳校区、御花园             |

## 交通
- 长春公交：9、13、80内环、80外环、120副、159、218、218b、221、227、228、229、238、240、258、265、282、362路
- 长春轨道交通：2号线文化广场站